# Richard Tabnik
Richard Charles Tabnik (* 6. April 1952 in Manhattan) ist ein amerikanischer Jazz- und Improvisationsmusiker (Altsaxophon, Komposition).

## Leben und Wirken
Tabnik, der in Great Neck (New York) aufwuchs, wurde bereits in der Schule auf die Musik von Lennie Tristano aufmerksam. Er lernte ab der fünften Klasse Saxophon und gründete mit 15 Jahren als Keyboarder und Saxophonist eine Rockband. Über den Blues näherte er sich dem Jazz an. Von 1970 bis 1972 nahm er Unterricht bei Lee Konitz. Außerdem studierte er zeitweilig Klavier und Jazztheorie bei Hall Overton und Synthesizer an der New School. 1972 zog er nach Boston und besuchte für ein Semester das Berklee College of Music. Danach trat er in Bands auf, für die er auch schrieb und arrangierte; Anfang 1975 zog er schließlich nach Buffalo (New York), wo er privat bei John Sedola, Don Menza sowie als Flötist bei Robert Dick Unterricht nahm; weiteren Unterricht nahm er bei Joe Allard, Harold Bennett und ab 1981 bei Connie Crothers (den er einem Studium an der Manhattan School of Music vorzog).
Tabnik spielte in den späten 1970er Jahren ein Jahr lang Altsaxophon in Frank Fosters Bigband an der State University of New York at Buffalo und gehörte auch dem Buffalo Jazz Ensemble von Allen Tinney an. In den frühen 1980er Jahren trat er mit seinem eigenen Jazztrio mit Peter Scattaretico am Schlagzeug und Harvie Swartz am Bass sowie mit seinem eigenen Quartett mit dem Pianisten Billy Lester und dem Bassisten Calvin Hill auf, spielte aber auch als Solist mit Bigbands. 1986 nahm er mit Crothers das Album Duo Dimension auf und trat mit ihr in verschiedenen Besetzungen auf, etwa im Quartett mit Hill und Carol Tristano. 1991 entstand sein Soloalbum Solo Journey. In den 1990er Jahren arbeitete er hauptsächlich im eigenen Trio und Quartett (Live at the Core), um nach 2000 im Quartett von Crothers auch international zu touren. Er arbeitete auch mit Cameron Brown und Lenny Popkin.

## Diskographische Hinweise
- Connie Crothers, Richard Tabnik Duo Dimension (New Artists 1986)
- In the Moment (New Artists 1992, mit Cameron Brown, Carol Tristano)[1]
- Live at the Core (New Artist 1992, mit Andy Fite, Calvin Hill, Roger Mancuso)[2]
- Connie Crothers, Richard Tabnik, Roy Campbell, Roger Mancuso, Ken Filiano: Band of Fire (New Artist 2011)
- Symphony for Jazz Trio/A Prayer for Peace (New Artist 2012, mit Adam Lane, Roger Mancuso)[3]